# Harry Lester
Harry Lester, właściwie Marian Czajkowski (ur. 8 września 1879 w Lublińcu, zm. 14 lipca 1956 w Hollywood) – amerykański brzuchomówca polskiego pochodzenia, znany jako The Great Lester (Wielki Lester). 

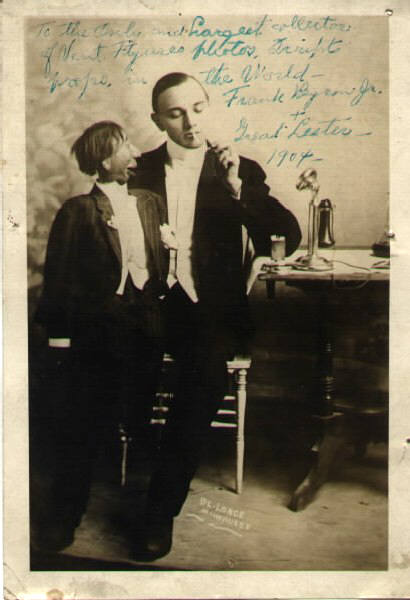
Harry Lester z lalką Frank Byron, Jr w 1904 r.

## Życiorys
Urodził się 8 września 1879 w Lublińcu na terenie ówczesnych Prus. Jego ojciec był szewcem i kuzynem słynnego rosyjskiego kompozytora Piotra Czajkowskiego. 
Czajkowski do Stanów Zjednoczonych przybył 6 stycznia 1881 wraz z matką, jego ojciec przyjechał tam ponad miesiąc wcześniej – 24 października 1880. W dzieciństwie mieszkał w Chicago.

## Brzuchomówstwo
Harry Lester podczas swoich występów używał lalki o imieniu Frank Byron, Jr którą jak twierdzi sam wyrzeźbił w młodości. Znajduje się ona obecnie w Vent Haven Museum w Fort Mitchell w Kentucky.
Nazywany "Dziadkiem współczesnego brzuchomówstwa".
Podczas swoich występów pił wino, kiedy jego lalka wyraźnie mówiła Frank Byron, Jr wydmuchiwał dym tytoniowy, kiedy sam próbował zapalić papierosa czy rozmawiał sam ze sobą przez telefon, do czego używał specjalnie przerobionej słuchawki, dzięki której mógł kontrolować ruch ust.